# Christian Santos (beach soccer)
Pour les articles homonymes, voir Christian Santos.
Christian Santos, né le 22 mars 1979 à Marseille, est un joueur de beach soccer international français.
Il fait partie de l'équipe de France de beach soccer championne du monde en 2005.

## Biographie
Christian Santos fait ses débuts en séniors avec Marseille Endoume en 1998 aux côtés de Didier Samoun, avant de partir en 2002 pour l'équipe réserve de l'Olympique de Marseille. En 2004, il fait son retour à Endoume qui sera son dernier club,.
Il s’essaie ensuite au beach soccer et remporte la Coupe du monde de beach soccer 2005 avec l'équipe de France.

## Palmarès
- Coupe du monde de beach soccer
  - Vainqueur en 2005

## Statistiques
| Saison                | Club                  | Championnat           | Championnat | Championnat | Coupe(s) nationale(s) | Coupe(s) nationale(s) | Total | Total |
| Saison                | Club                  | Division              | M.          | B.          | M.                    | B.                    | M.    | B.    |
| 1998-1999             | Endoume               | CFA                   | 5           | 0           | -                     | -                     | 5     | 0     |
| 1999-2000             | Endoume               | CFA                   |             |             | -                     | -                     | 0     | 0     |
| 2000-2001             | Endoume               | CFA                   |             |             | -                     | -                     | 0     | 0     |
| 2001-2002             | Endoume               | CFA                   | 16          | 1           | -                     | -                     | 16    | 1     |
| 2002-2003             | OM B                  | CFA                   | 5           | 0           | -                     | -                     | 5     | 0     |
| 2003-2004             | OM B                  | CFA                   | 5           | 0           | -                     | -                     | 5     | 0     |
| Total sur la carrière | Total sur la carrière | Total sur la carrière | 31          | 1           | -                     | -                     | 31    | 1     |

Avec l'équipe réserve de l'Olympique de Marseille, il joue 10 matchs entre 2002 et 2004.